# Konsent
Konsent, z. s., je česká nevládní organizace, která se zabývá prevencí sexuálního násilí a obtěžování a zasazuje se o změnu přístupu k sexu a vztahům. Byla založena roku 2016 českou aktivistkou Johannou Nejedlovou v reakci na výzkum organizace Amnesty International, který říkal, že téměř polovina Čechů si myslí, že oběť znásilnění je za něj zcela nebo částečně zodpovědná. Konsent se věnuje především dlouhodobé prevenci sexuálního násilí pomocí vzdělávání a workshopů a zároveň se snaží o změnu současné definice znásilnění v českém trestním zákoníku. Organizace vešla ve známost skrze své kampaně a komunikaci na sociálních sítích.

## Činnost organizace
V roce 2016 vznikla první kampaň Konsentu s názvem „Když to nechce, tak to nechce“, která upozorňovala na potřebu souhlasu v sexu. Základní myšlenkou kampaně bylo, že sex bez souhlasu je znásilnění; tuto myšlenku Konsent propaguje dlouhodobě. V tom samém roce vznikly také první workshopy primární prevence sexuálního násilí pro školy s názvem „Když to chceš“.
Od roku 2017 provozuje Konsent svépomocnou skupinu pro oběti znásilnění.
V roce 2019 vznikl projekt „Respekt je sexy“, který má za cíl proškolit personál v klubech a barech a vytvořit tak síť podniků, které netolerují sexuální násilí a obtěžování. Dále Konsent nabízí projekt „Respekt je profi“, který je určený firmám a organizacím a zaměřuje se na školení zaměstnanců a nastavení systému, který pomáhá prevenci sexuální násilí a obtěžování na pracovišti. Na stejném principu funguje také projekt „Respekt až na půdu“, který se zaměřuje na vysoké školy. Společně s firmou L'Oreál také Konsent pořádá workshopy pro veřejnost o tom, jak zabránit sexuálnímu obtěžování ve veřejném prostoru.
Konsent také v projektu podpořeném Nadací OSF s názvem „Žádná tabu před tabulí“ v roce 2019 vyvinul metodiky pro učitele o tom, jak učit sexuální výchovu na školách.
Organizace je zapojena do různých národních i nadnárodních sítí, jako třeba Česká ženská lobby, Evropská ženská lobby.

## Aktivismus
Konsent se také dlouhodobě snaží o systémovou změnu v oblasti prevence sexuálního násilí. Od roku 2021 spolupracovala s Amnesty International na kampani „Chce to souhlas“, která měla za cíl změnu definice znásilnění v českém zákoně tak, aby byla definice založená na souhlasu (tato změna byla schválena v roce 2024 s účinností od 1. ledna 2025). V rámci kampaně organizace společně uspořádaly několik veřejných akcí a pochodů, odborných debat s politiky a společnou petici za změnu definice znásilnění.
Zároveň se Konsent dlouhodobě snaží o zlepšení sexuální výchovy na českých školách. Pomocí petice požaduje od českého ministerstva školství, aby aktualizovalo doporučení MŠMT v oblasti sexuální výchovy, zajistilo metodickou podporu vyučujících formou školení, příruček a vytvořením metodického portálu a periodicky monitorovalo, jak je sexuální výchova na českých školách realizována.

## Ocenění
Za svou práci byla organizace Konsent několikrát oceněná, například v roce 2019 cenou Člověka v tísni Gratias Tibi, probojovala se do finálové desítky Cen SDG a za své kampaně byla oceněna v rámci marketingových cen Fénix. V roce 2019 byl Konsent oceněn cenou Františky Plamínkové. Zakladatelka a výkonná ředitelka Konsentu Johanna Nejedlová se stala Woman of Europe 2019 a jednou z Bitch 50 za rok 2020.

## Publikace
V roce 2022 vydal Konsent knihu Děti to chtěj vědět taky pro rodiče o pečující od autorek Marcely Poláčkové a Dagmar Krišové. Kniha se zaměřuje na to, jak mluvit s dětmi o sexu a respektujících vztazích.